# Stade de la Falaise
Le stade de la Falaise est une installation sportive située à Agneaux, dans le département de la Manche, en région Normandie.
Il accueille principalement des rencontres de football, ainsi qu’un vélodrome entourant son terrain principal.

## Histoire
Le stade est construit entre 1924 et 1925, et un vélodrome est ajouté en 1928. L’équipement traverse la Seconde Guerre mondiale sans subir de dommages majeurs.
Au lendemain de la Libération, il devient le lieu d’entraînement de l’athlète manchois Julien Le Bas, champion de la Manche et de Normandie sur 100 et 200 mètres en 1948. Son entraîneur Jean Étienne dénonce alors dans la presse le mauvais état du stade, qui pénalise les ambitions olympiques du coureur.

« Champion de la Manche et de Normandie en 1948 sur 100 et 200 m. Julien, hélas, n’a pas de piste pour s’entraîner, ce qui lui cause un préjudice énorme. [...] Si Le Bas les met à exécution, la municipalité portera, à l’égard du champion et des sportifs non seulement saint-lois, mais français, une lourde responsabilité. »

— Sports-Ouest, 17 juin 1948, cité par Emmanuel Auvray
Dans les années 1950, des courses de racers sont également organisées sur le vélodrome.

## Rénovations
La piste cyclable est entièrement rénovée en 1969 lors d’un événement marquant réunissant les pistards français Daniel Morelon et Pierre Trentin. Une nouvelle réfection a lieu en 2003.
En 2016, la communauté de communes Saint-Lô Agglo choisit d’installer une pelouse synthétique au stade, avec un budget de 378 000 €,.

## Activité
Le Football Club Saint-Lô Manche utilise le stade pour ses matchs à domicile jusqu’aux années 1990, avant de déménager au stade Louis-Villemer. Depuis, l’enceinte est utilisée par le club local d’Agneaux FC.
Le stade a notamment accueilli un 32e de finale de Coupe de France en 1997 entre le FC Saint-Lô et LB Châteauroux devant 1 430 spectateurs.
Le vélodrome a vu passer des événements cyclistes marquants, dont un record de l’heure régional par Pierre Aubernon en 1977 et une tentative de record en vélo caréné en 2013 par Christian Fenioux.
En 2008, ses 80 ans ont été célébrés avec un week-end de festivités et démonstrations cyclistes.
En 2024, un tournoi de football caritatif y est organisé au profit d’Action contre la Faim.

## Infrastructures
Le complexe comprend :
- deux terrains de football (dont un synthétique),
- quatre vestiaires avec douches,
- une tribune de 350 places assises,
- un vélodrome nommé vélodrome Marcel-Jamme[1].

## Localisation
Le stade est situé route de Coutances, à Agneaux (50180), à proximité de Saint-Lô.